# Mark Serrurier
Mark Serrurier (* 12. Mai 1904 in Pasadena, Kalifornien; † 14. Februar 1988) war ein US-amerikanischer Erfinder und Ingenieur niederländischer Abstammung. 1980 erhielt er den Scientific and Technical Academy Award of Merit.

## Leben und Wirken
Mark Serrurier war der Sohn des in den Niederlanden geborenen Erfinders und Unternehmers Iwan Serrurier, der 1924 die Moviola-Filmschneidemaschine erfunden hatte, die in den folgenden Jahren für den Filmschnitt unentbehrlich wurde.
Mark Serrurier studierte am California Institute of Technology und arbeitete an Entwürfen für die Kuppel und die Strukturteile des Hale-Teleskops des Palomar-Observatoriums. Das Tragwerk, das er für das Teleskop entwarf, wird noch heute als Serrurier Truss bei großen Teleskopen eingesetzt. Während des Zweiten Weltkriegs arbeitete Serrurier im Jet Propulsion Laboratory und testete Triebwerke von Düsenflugzeugen. Nach Kriegsende übernahm er 1946 die Leitung der Firma seines Vaters, Moviola Co und widmete die folgenden Jahre der Verbesserung des Produkts durch eine effizientere Herstellung und eine Umgestaltung der Moviola. Unter anderem erhielt sie ab 1949 eine grüne Farbe. Gleichzeitig arbeitete Serrurier an anderen, neuen Geräten wie einem Vorschaugerät für Walt Disney, das besonders für Animationen geeignet war, oder eine Schneidemaschine, die ein besonders schnelles Schneiden für Fernsehserien ermöglichte. Aus gesundheitlichen Gründen entschied er sich 1966 für den Verkauf der Firma für 3 Millionen US-Dollar an Magnasync.
Nach seinem Ruhestand arbeitete Serrurier gemeinsam mit seinem Sohn Steve an Festwagen für die Tournament of Roses Parade in Pasadena.
1980 wurde Serrurier der Scientific and Technical Academy Award of Merit „für die schrittweise Entwicklung der Moviola von der Erfindung seines Vaters Iwan Serrurier aus dem Jahr 1924 bis zu den heutigen hochentwickelten Filmschnittgeräten der Serie 20“ verliehen. Serrurier bestand darauf, dass auch der Name seines Vaters in die Statue eingraviert würde. Außerdem erhielt er einen Stern auf dem Hollywood Walk of Fame für seinen Beitrag zum Film.
Serrurier starb 1988 mit 83 Jahren an Alzheimer.